# Erich Mußfeldt
Erich Mußfeldt, spesso scritto anche Muhsfeldt (Neubrück, 18 febbraio 1913 – Cracovia, 24 gennaio 1948), è stato un militare tedesco, Oberscharführer delle SS, responsabile alle camere a gas di Majdanek, e a Auschwitz.
Fu processato per crimini di guerra dall'esercito americano, riconosciuto colpevole di aver commesso atrocità nel campo di concentramento di Flossenbürg e condannato all'ergastolo.
Fu estradato in Polonia, processato nel Processo di Auschwitz del 1947, dichiarato colpevole di crimini contro l'umanità e giustiziato a Cracovia nel 1948, mediante impiccagione, dal nuovo governo filosovietico.

## Biografia
Muhsfeldt lavorò come fornaio. Quando entrò in servizio nelle SS-Totenkopfverbände era già sposato con due figli. Il destino di sua moglie non è chiaro: secondo Miklós Nyiszli, sua moglie rimase uccisa in un raid aereo e suo figlio fu inviato sul fronte russo.
Originariamente Muhsfeldt prestò servizio con l'SS-Sonderkommando tedesco nel campo di Auschwitz I nel 1940. Fu trasferito al campo di Majdanek il 15 novembre 1941. Fu presente alla fucilazione di massa finale dei restanti detenuti ebrei del campo nota come Operazione Erntefest, il più grande massacro dell'Olocausto in un solo giorno in un solo campo.
Muhsfeldt testimoniò davanti al tribunale polacco di Cracovia nel 1947:
Durante questi tre giorni, i commando speciali del campo di concentramento di Auschwitz così come i commando delle SS e della polizia di Cracovia, Varsavia, Radom, Lwów e Lublino si riunirono a Majdanek. Otto Moll e Franz Hössler vennero da Auschwitz con 10 uomini delle SS. Complessivamente, dalle città che ho citato, arrivarono circa 100 uomini delle SS, e questi uomini delle SS costituirono il Comando Speciale. Il quarto giorno - poteva essere il 3 novembre - la sveglia suonò alle 5:00.
Così sono andato nella zona del campo dove stavo di solito. L'intero campo era circondato dalla polizia; Stimerei che ci fossero circa 500 poliziotti. Stavano di guardia con le armi pronte. Erano armati con mitragliatrici pesanti e leggere e con altre armi automatiche. Vicino al nuovo crematorio era parcheggiato un camion con radiotrasmittente; un secondo camion simile si trovava vicino all'ingresso del campo, non lontano dall'amministrazione. Quando sono arrivato al campo, entrambi i trasmettitori erano già accesi. Trasmettono marce e canzoni tedesche, nonché musica da ballo. I due camion erano stati forniti dall'Ufficio di Propaganda [del NSDAP] di Lublino.
Ci tengo a sottolineare che fino a quel giorno non avevo idea di cosa stesse per succedere. Mentre si scavavano le fosse avevo pensato che fossero trincee antiaeree, visto che nelle vicinanze era di stanza una batteria antiaerea. Ho chiesto a un uomo delle SS a cosa servissero ma non ho ricevuto risposta, e ho avuto l'impressione che lui stesso non sapesse di cosa si trattasse. Gli ebrei che erano stati messi a scavare le fosse hanno risposto alle mie domande che queste fosse erano sicuramente destinate a loro. Non ci crederete, ho riso di loro e ho detto che senza dubbio erano trincee antiaeree. Era un'osservazione onesta, perché in quel momento lo pensavo davvero.
Verso le 6:00 - o forse erano già quasi le 7:00 - è iniziata l'operazione. Alcuni degli ebrei radunati nel Complesso V furono ammassati in una baracca, dove dovettero spogliarsi nudi. Poi il comandante Thumann tagliò la recinzione che separava il Complesso V dalle fosse, creando così un passaggio. I poliziotti armati formavano il cordone verso la fossa. Gli ebrei nudi furono condotti fino alle fosse, dove un uomo del Commando Speciale li seguì verso una delle fosse, a gruppi di dieci. Quando furono sul punto, furono condotti all'altra estremità della fossa, dove dovettero sdraiarsi e furono uccisi dalle SS. Anche il gruppo successivo fu condotto alla stessa estremità della fossa, dove dovette sdraiarsi sui corpi già presenti, in modo che la fossa si riempisse gradualmente di strati di cadaveri che giacevano trasversalmente quasi fino all'orlo, uomini e donne sono stati fucilati in gruppi separati.
L'operazione è andata avanti senza sosta fino alle 17:00. Gli uomini delle SS incaricati di sovrintendere all'esecuzione si sono alternati; dopo l'arrivo dei loro sostituti andarono a mangiare nella locale baracca delle SS mentre l'esecuzione continuò senza tregua. La musica risuonava a tutto volume dai due trasmettitori radio per tutto il tempo. Ho osservato questi eventi dal nuovo crematorio, dove avevo la mia stanza per me e per i detenuti assegnati alla mia unità.»
Quando il campo di Majdanek fu liquidato, Muhsfeldt fu trasferito nuovamente ad Auschwitz, dove prestò servizio come supervisore delle SS del Sonderkommando ebraico nel crematorio II e III. Al suo ritorno ad Auschwitz, Muhsfeldt ebbe una relazione insolita con il patologo ebreo-ungherese Miklós Nyiszli, che fu costretto a eseguire alcune autopsie per conto di Josef Mengele. Secondo Nyiszli, "[Muhsfeldt] veniva spesso a trovarmi nella sala di dissezione e conversavamo di politica, situazione militare e vari altri argomenti". Nyiszli sopravvisse alla guerra e in seguito testimoniò di quanto accadde ad Auschwitz. Nyiszli descrisse un incidente in cui Muhsfeldt andò da lui per un controllo di routine, dopo aver sparato alla nuca a 80 prigionieri prima della loro cremazione:
Muhsfeldt ha risposto "Non c'è modo di aggirarlo, il bambino dovrà morire". Nyiszli spiega che "Mezz'ora dopo la ragazza è stata condotta, o meglio portata, nel corridoio della stanza della fornace, e lì [Muhsfeldt] ha inviato un altro al suo posto per fare il lavoro. Una pallottola nella parte posteriore del collo..."

## Processo
Dopo la fine della guerra, Muhsfeldt fu arrestato da funzionari militari statunitensi e processato per le atrocità commesse nel campo di concentramento di Flossenbürg da un tribunale militare americano. I testimoni hanno detto di aver visto Muhsfeldt picchiare e sparare a più prigionieri. Nel gennaio 1947, Muhsfeldt fu dichiarato colpevole e condannato all'ergastolo. Fu poi estradato in Polonia dove fu nuovamente processato a Cracovia dal Tribunale nazionale supremo nel novembre 1947 per i crimini commessi ad Auschwitz. Nel dicembre 1947 Muhsfeldt fu dichiarato colpevole di crimini contro l'umanità e condannato a morte. Fu giustiziato nel 1948.

## Nella cultura di massa
- Viene citato dal medico ungherese Miklós Nyiszli nel libro Memorie di un medico deportato ad Auschwitz come protagonista di un singolare quanto efferato episodio. Gli addetti al Sonderkommando, del quale Nyiszli era medico, durante il processo di sgombero dei cadaveri dalla camera a gas trovano una giovane donna ancora viva. Perplessi ed incerti sul da farsi, la nascondono, la rianimano, le danno del cibo e la interrogano. La ragazza, in forte stato di shock emotivo, non ha compreso nulla di quanto le è avvenuto, tuttavia secondo le regole non scritte del lager potrà sopravvivere, dal momento che il gas non ha compiuto il suo effetto (probabilmente a causa di una sacca d'aria creata dai corpi degli altri prigionieri che le aveva permesso di respirare). Tuttavia non è dello stesso parere Mußfeldt, che ritenendo troppo rischioso lasciar vivere una potenziale testimone delle procedure di eliminazione dei deportati, decide di ucciderla, affidando il compito ad un suo sottoposto, che esegue sparandole un colpo alla nuca.[13][14]
- Di lui si parla nel film La zona grigia (The grey zone, dove è interpretato da Harvey Keitel[15]).